# Johanna Wagner
Johanna Wagner (prop de Hannover, 13 d'octubre del 1828 - Würzburg, 6 d'octubre del 1894) fou una cantant d'òpera alemanya.
Era neboda de Richard Wagner i filla de l'antic regidor de l'Òpera de Berlín, Albert Wagner, després de trepitjar l'escena representant rols de nena, aprengué cant i es dedicà a l'òpera. Debutà a Bernburg el 1841 i el 1844, el seu oncle Richard, que llavors era director d'orquestra a Dresden, la contractà per al teatre reial Hofbühne. Allí gaudí de la constant influència de Wilhelmine Schröder-Devrient, que li va servir molt per al seu desenvolupament artístic. En fer-se impossible el romandre Richard Wagner a Dresden, Johanna també abandonà aquell teatre i fou contractada (1849) a Hamburg. Més tard cantà amb gran èxit a Viena i Berlín, restant contractada durant deu anys en la segona d'aquestes capitals. A més, el 1853 va contraure matrimoni amb el conseller Jachmann i es retirà del teatre, però al cap de dos anys aconseguí de nou la plaça en el Reial Schauspielhaus on treballà fins a ser pensionada el 1872. On millor lluïa les seves excel·lents qualitats d'artista i la seva bella veu era en les obres de Gluck i, sobretot, en els drames musicals de Richard Wagner. Entre les principals creacions com a actriu hi figuraven: Antigona, Ifigènia, Brunhilda, Lady Macbeth.